# Pradines (Loira)
Pradinhas (Pradinhas en occità, Pradines en francès) és un municipi francès situat al departament del Loira i a la regió d'Alvèrnia-Roine-Alps. L'any 2007 tenia 644 habitants.

## Demografia

### Població
El 2007 la població de fet de Pradines era de 644 persones. Hi havia 228 famílies de les quals 56 eren unipersonals (32 homes vivint sols i 24 dones vivint soles), 72 parelles sense fills, 92 parelles amb fills i 8 famílies monoparentals amb fills.
La població ha evolucionat segons el següent gràfic:
Habitants censats

### Habitatges
El 2007 hi havia 257 habitatges, 230 eren l'habitatge principal de la família, 22 eren segones residències i 5 estaven desocupats. 243 eren cases i 14 eren apartaments. Dels 230 habitatges principals, 190 estaven ocupats pels seus propietaris, 34 estaven llogats i ocupats pels llogaters i 6 estaven cedits a títol gratuït; 4 tenien dues cambres, 31 en tenien tres, 64 en tenien quatre i 131 en tenien cinc o més. 184 habitatges disposaven pel capbaix d'una plaça de pàrquing. A 87 habitatges hi havia un automòbil i a 134 n'hi havia dos o més.

### Piràmide de població
La piràmide de població per edats i sexe el 2009 era:
| Homes | Edats   | Dones |
| ----- | ------- | ----- |
| 4     | 95 o +  | 0     |
| 0     | 90 a 94 | 4     |
| 4     | 85 a 89 | 4     |
| 4     | 80 a 84 | 12    |
| 12    | 75 a 79 | 8     |
| 16    | 70 a 74 | 28    |
| 8     | 65 a 69 | 20    |
| 0     | 60 a 64 | 20    |
| 24    | 55 a 59 | 8     |
| 20    | 50 a 54 | 16    |
| 24    | 45 a 49 | 44    |
| 20    | 40 a 44 | 28    |
| 8     | 35 a 39 | 8     |
| 16    | 30 a 34 | 20    |
| 36    | 25 a 29 | 16    |
| 8     | 20 a 24 | 16    |
| 28    | 15 a 19 | 28    |
| 12    | 10 a 14 | 24    |
| 16    | 5 a 9   | 24    |
| 12    | 0 a 4   | 8     |

## Economia
El 2007 la població en edat de treballar era de 413 persones, 311 eren actives i 102 eren inactives. De les 311 persones actives 292 estaven ocupades (146 homes i 146 dones) i 19 estaven aturades (8 homes i 11 dones). De les 102 persones inactives 38 estaven jubilades, 32 estaven estudiant i 32 estaven classificades com a «altres inactius».

### Ingressos
El 2009 a Pradines hi havia 238 unitats fiscals que integraven 633,5 persones, la mediana anual d'ingressos fiscals per persona era de 17.507 €.

### Activitats econòmiques
Dels 22 establiments que hi havia el 2007, 1 era d'una empresa alimentària, 2 d'empreses de fabricació d'altres productes industrials, 9 d'empreses de construcció, 2 d'empreses de comerç i reparació d'automòbils, 1 d'una empresa d'hostatgeria i restauració, 3 d'empreses immobiliàries, 2 d'empreses de serveis i 2 d'empreses classificades com a «altres activitats de serveis».
Dels 11 establiments de servei als particulars que hi havia el 2009, 1 era un paleta, 2 guixaires pintors, 2 fusteries, 1 lampisteria, 2 electricistes, 2 perruqueries i 1 restaurant.
L'únic establiment comercial que hi havia el 2009 era una fleca.
L'any 2000 a Pradines hi havia 27 explotacions agrícoles que ocupaven un total de 840 hectàrees.

## Equipaments sanitaris i escolars
El 2009 hi havia una escola elemental.

## Poblacions més properes
El següent diagrama mostra les poblacions més properes.